# Chrysochloroma fuscimargo
Chrysochloroma fuscimargo là một loài bướm đêm trong họ Geometridae.